# Прісекань (Ясси)
Прісекань, Прісекані (рум. Prisăcani) — село у повіті Ясси в Румунії. Входить до складу комуни Прісекань.
Село розташоване на відстані 324 км на північний схід від Бухареста, 23 км на схід від Ясс.

## Населення
За даними перепису населення 2002 року у селі проживали 1887 осіб, усі — румуни. Усі жителі села рідною мовою назвали румунську.